# 阪野智一
阪野 智一（さかの ともかず、1956年1月16日 - ）は、日本の政治学者。専門は比較政治学、イギリス政治。神戸大学大学院国際文化学研究科教授。実父は政治学者の阪野亘。

## 来歴
大阪府立天王寺高等学校を経て、神戸大学法学部に入学。
神戸大学大学院法学研究科博士後期課程単位取得後、東京大学社会科学研究所助手、神戸大学教養部講師、助教授を経て現職。
趣味はオカリナ、あやつり人形、ライブスチーム。愛犬家。

## 著書

### 共編著
- （住沢博紀・坪郷實・長尾伸一・長岡延孝・伊藤公雄）『EC経済統合とヨーロッパ政治の変容――21世紀に向けたエコロジー戦略の可能性』（河合文化教育研究所, 1992年）
- （梅川正美）『ブレアのイラク戦争――イギリスの世界戦略』（朝日新聞社［朝日選書］, 2004年）
- （梅川正美・力久昌幸）『現代イギリス政治』（成文堂, 2006年）

### 訳書
- Ph・C・シュミッター, G・レームブルッフ編『現代コーポラティズム（2）先進諸国の比較分析』（木鐸社, 1986年）